# 1923 County Championship
Navigation
Édition précédente Édition suivante
Le 1923 County Championship fut le trentième County Championship. Le Yorkshire a remporté son douzième titre de champion.
Les classements finaux étaient toujours décidés en calculant le pourcentage de points gagnés par rapport aux points possibles disponibles.

## Classement
| Equipe           | Pld | W  | L  | DWF | DLF | NR | Pts | %Fin  |
| ---------------- | --- | -- | -- | --- | --- | -- | --- | ----- |
| Yorkshire        | 32  | 25 | 1  | 4   | 1   | 1  | 133 | 85.80 |
| Nottinghamshire  | 26  | 15 | 3  | 5   | 2   | 1  | 85  | 68.00 |
| Lancashire       | 30  | 15 | 2  | 6   | 6   | 1  | 87  | 60.00 |
| Surrey           | 26  | 15 | 9  | 0   | 3   | 1  | 67  | 58.26 |
| Kent             | 28  | 15 | 8  | 2   | 5   | 0  | 75  | 55.55 |
| Sussex           | 30  | 15 | 8  | 2   | 5   | 0  | 79  | 52.66 |
| Hampshire        | 28  | 10 | 8  | 6   | 3   | 1  | 62  | 45.92 |
| Middlesex        | 22  | 7  | 7  | 5   | 3   | 0  | 45  | 40.90 |
| Somerset         | 24  | 9  | 11 | 1   | 3   | 0  | 47  | 39.16 |
| Derbyshire       | 22  | 4  | 7  | 6   | 4   | 1  | 32  | 30.47 |
| Gloucestershire  | 28  | 7  | 16 | 3   | 2   | 0  | 41  | 29.29 |
| Warwickshire     | 26  | 6  | 12 | 3   | 2   | 0  | 36  | 28.80 |
| Essex            | 26  | 6  | 11 | 3   | 6   | 0  | 36  | 27.69 |
| Leicestershire   | 24  | 5  | 13 | 4   | 2   | 0  | 33  | 27.50 |
| Worcestershire   | 26  | 5  | 16 | 1   | 4   | 0  | 27  | 20.76 |
| Glamorgan        | 24  | 2  | 17 | 2   | 3   | 0  | 14  | 11.66 |
| Northamptonshire | 22  | 2  | 16 | 1   | 3   | 0  | 12  | 10.90 |